# Charles-Ferdinand Morel

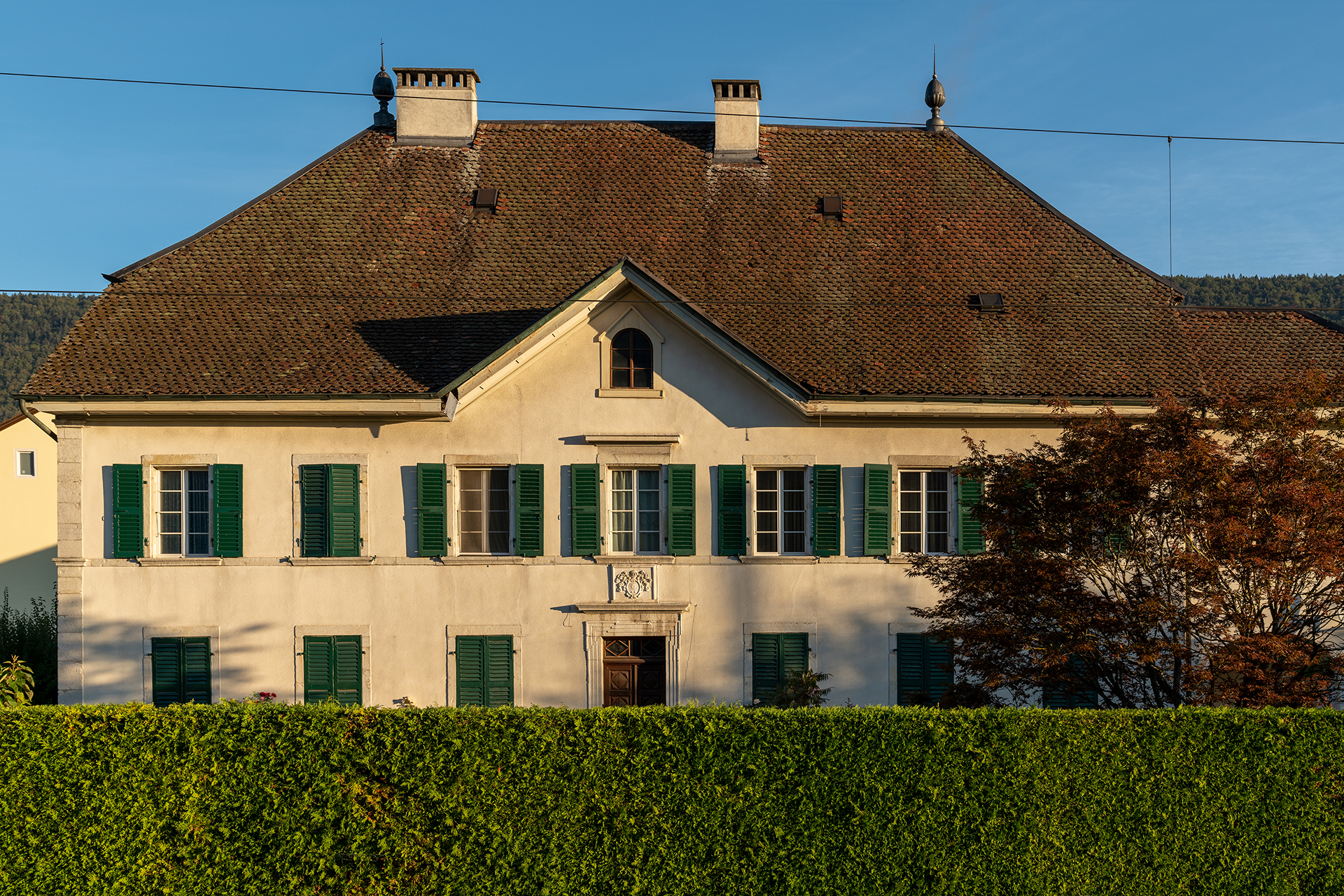
Huis van doyen Morel in Corgémont, Zwitserland

Charles-Ferdinand Morel (Corgémont, 4 september 1772 – aldaar, 7 mei 1848) was een Zwitserse predikant, filantroop en politicus. Hij is altijd een tegenstander geweest van de macht van de prinsbisschop van Bazel; zo werd hij een pro-Frans politicus, die de idealen van de Franse Revolutie genegen was.

## Levensloop
Morel groeide op in het prinsbisdom Bazel, meer bepaald in de heerlijkheid Erguel. Morel was een zoon van Charles-Henri Morel, dominee en deken van het kapittel van Erguel, en van Susanne-Marianne Prêtre. Vanaf de leeftijd van vijftien jaar volgde Morel theologiestudies in Bazel. Nadat hij afgestudeerd was in 1789, werkte hij als geestelijke in het regiment van Reinach, een regiment van de prins-bisschop van Bazel in de grensstad Maubeuge. De Franse Revolutie brak uit. Na de mislukte vlucht van koning Lodewijk XVI naar Varennes besloot Morel zich politiek te engageren. Hij sloot zich daarom aan bij de Jakobijnenclub van Maubeuge, zijn garnizoensstad. 
Vanaf 1792 werkte hij in de heerlijkheid Erguel, dat vanaf 1793 deel werd van het Franse departement Mont-Terrible. Hij werd predikant van Corgémont, in opvolging van zijn vader. In 1801 huwde hij met Isabelle de Gélieu, een predikantendochter en schrijfster. Het echtpaar kreeg drie kinderen. 
Van 1806 tot 1813 zetelde hij in de Conseil général van het departement Haut-Rhin.
In Corgémont zette Morel zich in voor de verbetering van de landbouw. Dit droeg hij politiek uit als secretaris van de Société d’émulation von Colmar, dat een gezelschap was voor wetenschappen en letteren. Samen met zijn vrouw startte hij het kweken van Merinoschapen in de vallei Saint-Imier in de Bernse Jura. 
Na het Congres van Wenen (1815) kreeg het kanton Bern niet alleen de voormalige heerlijkheid Erguel, maar het hele gebied van het prinsbisdom Bazel erbij. Morel lanceerde zich in de Bernse politiek, niettegenstaande zijn aarzeling om als pro-Frans politicus aan te sluiten bij een hoofdzakelijk Duitstalig kanton. Hij werd liberaal afgevaardigde in de Constituante van Bern in 1831: op kantonnaal niveau ijverde hij voor rechten van Franstaligen in de Jura. Dit deed hij opnieuw in 1840 als lid van de Commission jurassienne.
Hij stichtte de Caisse centrale des pauvres, waarvan de officiële naam luidde: Association des œuvres d’utilité publique du district (1816). Voor de armenkas werkte hij samen met Albert-Frédéric de May, de baljuw van de heerlijkheid Erguel, het latere district Courtelary. In 1829 richtte hij de spaarkas van het district Courtelary op en in 1842 het weeshuis van Courtelary.
Hij was deken of doyen van het kapittel van Jura in de jaren 1824-1840 en 1846-1848. Zijn bijnaam was doyen.
Financieel gingen de zaken slecht vanaf 1820. Morel verloor uiteindelijk zijn vermogen ten gevolge van een landbouwcrisis die vele streken in West-Europa trof. Zijn huwelijk hield op te bestaan en zijn kinderen trokken weg. Morel werd opgenomen in een psychiatrisch instituut. Op zijn sterfbed verzoende Morel zich met zijn vrouw (1848).

## Eerbewijzen
Een buste gewijd aan Morel staat in Corgémont. Het familiegraf in Corgémont is beschermd erfgoed.
Wanneer in 1979 een groot deel van de Franstalige protestantse gemeenten zich afscheurde van het kanton Bern en het kanton Jura creëerden, bleef Corgémont bij Bern, meer bepaald in de Jura bernois. Niettemin aanziet het kanton Jura Morel uit Corgémont als een voorvechter van de rechten van de Franstalige Jura.

## Publicaties
Morel publiceerde in het Frans de geschiedenis van het prinsbisdom Bazel: Abrégé de l’histoire et de la statistique du ci-devant Evêché de Bâle, réuni à la France en 1793. Gepubliceerd in Straatsburg in 1813.